# ウィリアム・ド・ワーレン (第3代サリー伯)
第3代サリー伯ウィリアム・ド・ワーレン（William de Warenne, 3rd Earl of Surrey, 1119年 - 1148年1月6日）は、アングロ＝ノルマン貴族。無政府時代にイングランドで戦い、スティーブン王に忠誠を誓い続けた。第2回十字軍に参加し、最終的にその途中で亡くなった。

## 生涯

### 生い立ち
ウィリアムは第2代サリー伯ウィリアム・ド・ワーレン（1138年没）とその妻エリザベート・ド・ヴェルマンドワの間に長男として生まれた。フランス王アンリ1世の曾孫にあたり、第2代レスター伯ロバート・ド・ボーモン、ムーラン伯ワレラン4世・ド・ボーモン、初代ベッドフォード伯ヒュー・ド・ボーモンの異父弟であった。
1137年、ウィリアムはまだ未成年であったが、ノルマンディーでイングランド王スティーブンに仕え、最初に戦いから逃げ出した若い貴族の一人であった。スティーブンはウィリアムらを追跡し、捕らえ、なだめるために最善を尽くしたが、戦わせることはしなかった。1138年に父が死去すると、ウィリアムは第3代サリー伯となった。1138年の復活祭には、異母兄である初代ウスター伯ワレラン・ド・ボーモンに同行してパリへ行き、イングランド王とフランス王の間の条約を批准させた。1141年2月2日、ウィリアムと異母兄ワレランはリンカーンの戦いで再びスティーブン王に同行したが、敵軍の最初の突撃で逃走した。二人はマティルダ皇后側に加わったが、スティーブン王が釈放されると、再びスティーブンの支持者となり、ウィリアムは1141年後半にカンタベリーで特許状の証人となった。

### 特許状
ウィリアムは弟ラルフと共に、両親が発行した数々の特許状における共同寄贈者であり、父の特許状の証人を務めた。これらの特許状はすべて、ノルマンディーのルーアン近郊のロングヴィル修道院（1130年から1138年の間）への寄進に関するものである。また、1135年には、弟や両親と共に、同じくルーアン近郊のベランコンブル修道院にも寄進を行った。
ウィリアムは父の死後、1138年から1147年にかけて、数々の特許状における筆頭寄贈者でもあった。特に注目すべき事例の一つは、1147年の所有権移転である。
この所有権移転において、ウィリアムはルイス修道院に多額の寄付を行った。この寄付において、修道院教会の祭壇前でウィンチェスター司教ヘンリー・オブ・ブロワにより切り取られたウィリアムと弟ラルフの毛髪一房を証とした。ルイス修道院は、おそらく1081年に、ウィリアムの祖父母である初代サリー伯ウィリアム・ド・ワーレンとその妻グンドラダにより創建された。

### 十字軍への参加と死
ウィリアムは、1146年のヴェズレー公会議において、はとこであるフランス王ルイ7世と共に十字軍の誓願を立てた貴族の一人であり、翌年の第2回十字軍の初期軍に随行した。しかし、十字軍が聖地を目指してアナトリアを進軍中に、ウィリアムはカドモス山の戦いで戦死した。
1147年12月、フランス＝ノルマン軍はエフェソスに到着した。フランス＝ノルマン軍は1147年のドリュラエウムの戦いで大きな損害を被っていた神聖ローマ帝国軍の残党と合流した。軍はトルコ南西部を進軍し、東ローマ帝国とルーム・セルジューク朝の国境に位置するラオディキアで1148年1月3日から4日にかけて戦闘を行ったが、敗北した。
1148年1月6日、カドモス山の付近で再び戦闘が勃発した。トルコ軍は、軍勢から孤立していた歩兵と非戦闘員のみを奇襲攻撃した。ルイ7世とその護衛隊であるテンプル騎士団および貴族たちは、無謀にもトルコ軍に突撃した。ウィリアムを含む騎士団の大半が戦死し、ルイ7世はかろうじて命を取り留めた。ルイ7世の軍は後に沿岸都市アダリアに到着した。この戦闘は、ルイ7世の従軍神父であったウード・ド・ドゥイユの叙事詩『De Profectione』に記録されている。

## 結婚と子女
ウィリアムは、ポンチュー伯ギヨーム3世とブルゴーニュ公ウード1世の娘エレーヌとの娘アデル（エラ）と結婚した。2人の間に生まれた唯一の女子相続人イザベルは、自身の権利により第4代サリー女伯となった。イザベルはまず、スティーブン王の次男でワーレン伯（サリー伯）となったウィリアム・オブ・ブロワ（1159年没）と結婚した。1159年10月にウィリアムが子供を残さずに亡くなった後、イザベルはヘンリー2世の異母兄弟でワーレン伯（サリー伯）となったハメリンと再婚した。ハメリンはワーレン姓を名乗り、サリー伯位はイザベルとハメリンの子孫に受け継がれた。